# پیرزن و جوجه طلایی‌اش
پیرزن و جوجه طلایی‌اش یکی از داستان‌های نوشته شده توسط صمد بهرنگی است. این داستان برای کودکان نوشته شده‌است.